# Scopula guancharia
Scopula guancharia är en fjärilsart som beskrevs av Alphéraky 1889. Scopula guancharia ingår i släktet Scopula och familjen mätare. Inga underarter finns listade.